# Şotavar
Şotavar è un comune dell'Azerbaigian situato nel distretto di Qax. Conta una popolazione di 1 008 abitanti.